# Серапіон (Маєвський)
Єпископ Серапіон (Симеон Маєвський; 1827, Харківська губернія — 5 грудня 1891, Катеринослав) — архієрей Російської православної церкви, єпископ Катеринославський та Таганрозький.

## Життєпис
Народився в сім'ї священика.
1847 — закінчив курс Харківської духовної семінарії і поступив до Санкт-Петербурзької духовної академії.
3 квітня 1851 — пострижений в чернецтво із нареченням імені Серапіон; 7 квітня рукопокладений в ієродиякони, а 29 червня закінчив духовну академію; 11 вересня рукопокладений в ієромонаха.
22 грудня 1851 — призначений наглядачем Кириловських духовних училищ Новгородської єпархії, а 29 березня 1853 переведений вчителем Староруського духовного училища.
23 грудня 1853 — отримав ступінь магістра.
14 квітня 1857 — призначений професором Ризької духовної семінарії, а 13 листопада 1859 — поставлений інспектором тієї ж семінарії.
16 червня 1861 — зведений в сан архімандрита.
1 грудня 1862 — переведений редактором Самарської духовної академії.

## Єпископське служіння
4 травня 1869 — хіротонія в єпископа Новгород-Сіверського, вікарія Чернігівської єпархії.
15 травня 1876 — призначений єпископом Чернігівським та Ніжинським.
1876 — обраний почесним членом Церковно-археологічного товариства.
1880 — заснував у Чернігівський єпархії для духовенства емеритальну касу.
6 березня 1882 — переміщений єпископом Архангельським та Холмогорським.
16 лютого 1885 — призначений єпископом Катеринославським та Таганрозьким.
1889 — нагороджений грецьким королем за благоустрій грецької церкви у Таганрозі. Також нагороджений орденом св.. Володимира другого ступеню.
Помер 5 грудня 1891 — після тривалої хвороби (рак шлунку). Відспівував єпископ Сумський Володимир, вікарій Харківської єпархії. Похований у Пустельно-Миколаївському Самарському монастирі Катеринославської єпархії 9 грудня 1891.